# Austin Peralta
Austin Peralta (Los Angeles, 25 de outubro de 1990 - Los Angeles, 21 de novembro de 2012) foi um compositor e pianista americano.
Filho de Stacy Peralta, iniciou-se na música com 5 anos de idade e estudou no The New School University, sendo seus mestres, artistas como Alan Pasqua e Buddy Collette.
Com influências no Jazz, Peralta também mesclava elementos eletrônicos com hard bop e em 2003 ganhou o Shelly Manne New Talent Award.
Lançou o CD Maiden Voyage (seu primeiro CD, com a colaboração do baixista Ron Carter, lançado no início de 2006) e logo em seguida o CD Mantra (com a colaboração do baixista Buster Williams, lançado no final de 2006). Seu terceiro e último CD foi Endless Planets (lançado em 2011).
O escritório do legista lista causa da morte de Peralta como pneumonia viral, mas o álcool e as drogas em seu sistema também contribuiu para a sua morte, de acordo com o LA Weekly. Peralta tinha um nível de álcool no sangue de 0,09, bem como de um cocktail de antidepressivos: Valium, Xanax, prometazina, Nordiazepam, codeína e morfina. Sua morte é considerada um acidente e não um suicídio.
Vice-Medical Examiner J. Daniel Agostinho escreveu: 
```
"Após a análise das circunstâncias do caso disponíveis, e autópsia completa com toxicologia e microscopia a causa da morte é atribuída a pneumonia viral provável com
as mudanças reativa das vias aéreas (remodelamento das vias aéreas). Os efeitos do etanol (álcool) e vários medicamentos são listados como condições contributivas.
Mecanismo de morte é o resultado de depressão respiratória, causada pelos efeitos combinados dos processos de doenças subjacentes naturais e fatores externos (etanol e efeitos de drogas). A causa da morte é um acidente".
```

O LA Weekly entrevistou algumas das pessoas mais próximas de Peralta e notaram que ele tinha sido com febre e tosse desde meados de outubro. No entanto, o seu desempenho na noite de terca-feira, 20 novembro, um dia antes de morrer, parecia sair sem um engate. O vídeo está acima.
Ele saiu para Bar Marmont na noite anterior com amigos e fui para casa (provavelmente muito intoxicado) em torno de três horas. Ele tinha algumas massas antes de adormecer em torno 05:45. Às 01:00, o seu companheiro de quarto verificado em Peralta que tinha parado de respirar e virou azul. Ele ligou para o 911, e foi levado às pressas para o hospital, mas foi declarado morto às 14:23
Relacionados: 
Austin Peralta, Jazz Piano Prodigy e Flying Lotus colaborador, morto aos 22
Em contato com o autor deste artigo ou e-mail tips@laist.com com mais perguntas, comentários ou sugestões.